# Campionati del mondo di corsa in montagna 2005
I Campionati del mondo di corsa in montagna 2005 si sono disputati a Wellington, in Nuova Zelanda, il 25 settembre 2005 sotto il nome di "World Trophy". Il titolo maschile è stato vinto da Jonathan Wyatt, quello femminile da Kate McIlroy.

## Uomini Seniores
Individuale
| Pos.    | Atleta           | Nazione       | Tempo  |
| ------- | ---------------- | ------------- | ------ |
| Oro     | Jonathan Wyatt   | Nuova Zelanda | 53'23" |
| Argento | Gabriele Abate   | Italia        | 55'35" |
| Bronzo  | Davide Chicco    | Italia        | 55'41" |
| 4       | Marco Gaiardo    | Italia        | 56'08" |
| 5       | Helmut Schiessl  | Germania      | 56'22" |
| 6       | Dale Warrander   | Nuova Zelanda | 56'24" |
| 7       | Ricardo Mejía    | Messico       | 56'28" |
| 8       | Emanuele Manzi   | Italia        | 56'47" |
| 9       | Sebastien Epiney | Svizzera      | 57'13" |
| 10      | Simon Gutierrez  | Stati Uniti   | 57'20" |

Squadre
| Pos.    | Squadra       | Punti |
| ------- | ------------- | ----- |
| Oro     | Italia        | 17    |
| Argento | Nuova Zelanda | 75    |
| Bronzo  | Francia       | 101   |

## Uomini Juniores
Individuale
| Pos.    | Atleta             | Nazione   | Tempo  |
| ------- | ------------------ | --------- | ------ |
| Oro     | Vedat Gunen        | Turchia   | 36'48" |
| Argento | Juan Carlos Carera | Messico   | 37'20" |
| Bronzo  | Martin Dematteis   | Italia    | 37'28" |
| 4       | Ahmet Asrlan       | Turchia   | 37'46" |
| 5       | Bernard Dematteis  | Italia    | 38'34" |
| 6       | Jan Hamr           | Rep. Ceca | 38'57" |
| 7       | Fahri Tunctan      | Turchia   | 38'59" |
| 8       | Ingiona Scaffidi   | Italia    | 39'02" |
| 9       | Benjamin Choquert  | Francia   | 39'38" |
| 10      | Bernd Weberhofer   | Austria   | 40'00" |

Squadre
| Pos.    | Squadra   | Punti |
| ------- | --------- | ----- |
| Oro     | Turchia   | 12    |
| Argento | Italia    | 16    |
| Bronzo  | Rep. Ceca | 41    |

## Donne Seniores
Individuale
| Pos.    | Atleta                 | Nazione       | Tempo  |
| ------- | ---------------------- | ------------- | ------ |
| Oro     | Kate McIlroy           | Nuova Zelanda | 39'40" |
| Argento | Tracey Brindley        | Scozia        | 41'42" |
| Bronzo  | Anna Pichrtova         | Rep. Ceca     | 41'59" |
| 4       | Mary Wilkinson         | Inghilterra   | 42'39" |
| 5       | Isabelle Guillot       | Francia       | 42'47" |
| 6       | Vittoria Salvini       | Italia        | 42'56" |
| 7       | Melissa Moon           | Nuova Zelanda | 43'21" |
| 8       | Laura Haefeli          | Stati Uniti   | 43'38" |
| 9       | Maria Grazia Roberti   | Italia        | 43'46" |
| 10      | Pierangela Baronchelli | Italia        | 44'10" |

Squadre
| Pos.    | Squadra   | Punti |
| ------- | --------- | ----- |
| Oro     | Italia    | 25    |
| Argento | Scozia    | 38    |
| Bronzo  | Rep. Ceca | 48    |

## Donne Juniores
Individuale
| Pos.    | Atleta            | Nazione       | Tempo  |
| ------- | ----------------- | ------------- | ------ |
| Oro     | Yulia Mochalova   | Russia        | 21'50" |
| Argento | Mateja Kosovelj   | Slovenia      | 22'00" |
| Bronzo  | Hulya Ongun       | Turchia       | 22'46" |
| 4       | Lucija Krkoc      | Slovenia      | 22'54" |
| 5       | Suza Mladenovic   | Slovenia      | 23'31" |
| 6       | Ruth Croft        | Nuova Zelanda | 23'45" |
| 7       | Rachel Thompson   | Inghilterra   | 23'46" |
| 8       | Katarina Beresova | Slovacchia    | 23'46" |
| 9       | Valentina Ghiazza | Italia        | 23'48" |
| 10      | Narin Saglan      | Turchia       | 23'50" |

Squadre
| Pos.    | Squadra  | Punti |
| ------- | -------- | ----- |
| Oro     | Slovenia | 6     |
| Argento | Russia   | 12    |
| Bronzo  | Turchia  | 13    |

## Medagliere
| Posizione | Paese         | Oro | Argento | Bronzo | Totale |
| --------- | ------------- | --- | ------- | ------ | ------ |
| 1         | Italia        | 2   | 2       | 2      | 6      |
| 2         | Nuova Zelanda | 2   | 1       | 0      | 3      |
| 3         | Turchia       | 2   | 0       | 2      | 4      |
| 4         | Russia        | 1   | 1       | 0      | 2      |
| 4         | Slovenia      | 1   | 1       | 0      | 2      |
| 6         | Scozia        | 0   | 2       | 0      | 2      |
| 7         | Messico       | 0   | 1       | 0      | 1      |
| 8         | Slovenia      | 0   | 1       | 0      | 1      |
| 9         | Rep. Ceca     | 0   | 0       | 3      | 3      |
| 10        | Francia       | 0   | 0       | 1      | 1      |